# Felicitas Thiel
Felicitas Thiel (* 1961) ist eine deutsche Erziehungswissenschaftlerin und Hochschullehrerin.

## Leben
Thiel studierte Erziehungswissenschaft und Soziologie an der Universität Bamberg und an der Freien Universität Berlin. Von 1990 bis 1995 war sie als wissenschaftliche Mitarbeiterin am Institut für Allgemeine Pädagogik an der FU Berlin tätig und im Anschluss bis 2003 dort als wissenschaftliche Assistentin beschäftigt. In den Jahren 2003–2006 war sie Privatdozentin und übernahm eine Lehrstuhlvertretung im Arbeitsbereich Philosophie der Erziehung an der FU Berlin. Im Jahr 2006 berief sie die Hochschule Vechta zur Professorin, seit Oktober 2006 lehrt sie als Professorin für Schulpädagogik und Schulentwicklungsforschung an der FU Berlin. Seit 2014 ist Thiel Herausgeberin der Zeitschrift für Erziehungswissenschaft. 2021 wurde sie die Ko-Vorsitzende der Ständigen Wissenschaftlichen Kommission der Kultusministerkonferenz.
Thiels Forschungsschwerpunkte liegen in den Bereichen der Unterrichtsinteraktion und Klassenmanagement, der professionellen Expertise von Lehrpersonen, der Schulorganisation und dem Schulmanagement sowie der Soziologie der Schule. Sie votiert für mehr direkte Instruktion (Frontalunterricht) in der Grundschule: „Direkte Instruktion ist im Schnitt deutlich wirksamer als der offene Unterricht.“ (Zeit, 15. Dezember 2022, S. 44)

## Schriften (Auswahl)
- Ökologie als Thema. Überlegungen zur Pädagogisierung einer gesellschaftlichen Krisenerfahrung (Zugl.: Berlin, Freie Univ., Diss., 1995), Deutscher Studien-Verlag, Weinheim 1996, ISBN 978-3-89271-611-2.
- Pädagogische Bewegungen. Protestkommunikation und berufliche Selbstvergewisserung 1848–1933 (Zugl.: Bern, Univ., Habil.-Schr., 2003), Leue, Berlin 2005, ISBN 978-3-923421-95-4.
- mit Diemut Ophardt: Klassenmanagement. Ein Handbuch für Studium und Praxis, Kohlhammer, Stuttgart 2013, ISBN 978-3-17-022404-9.
- Interaktion im Unterricht. Ordnungsmechanismen und Störungsdynamiken, Verlag Barbara Budrich, Opladen/Toronto 2016, ISBN 978-3-8252-4571-9.

## Einzelbelege
1. ↑  Vorstellung Arbeitsprogramm 2022 der Ständigen Wissenschaftlichen Kommission der Kultusministerkonferenz (SWK). Abgerufen am 10. Dezember 2021.

| Personendaten    | Personendaten                                              |
| ---------------- | ---------------------------------------------------------- |
| NAME             | Thiel, Felicitas                                           |
| KURZBESCHREIBUNG | deutsche Erziehungswissenschaftlerin und Hochschullehrerin |
| GEBURTSDATUM     | 1961                                                       |